# Hohlladung

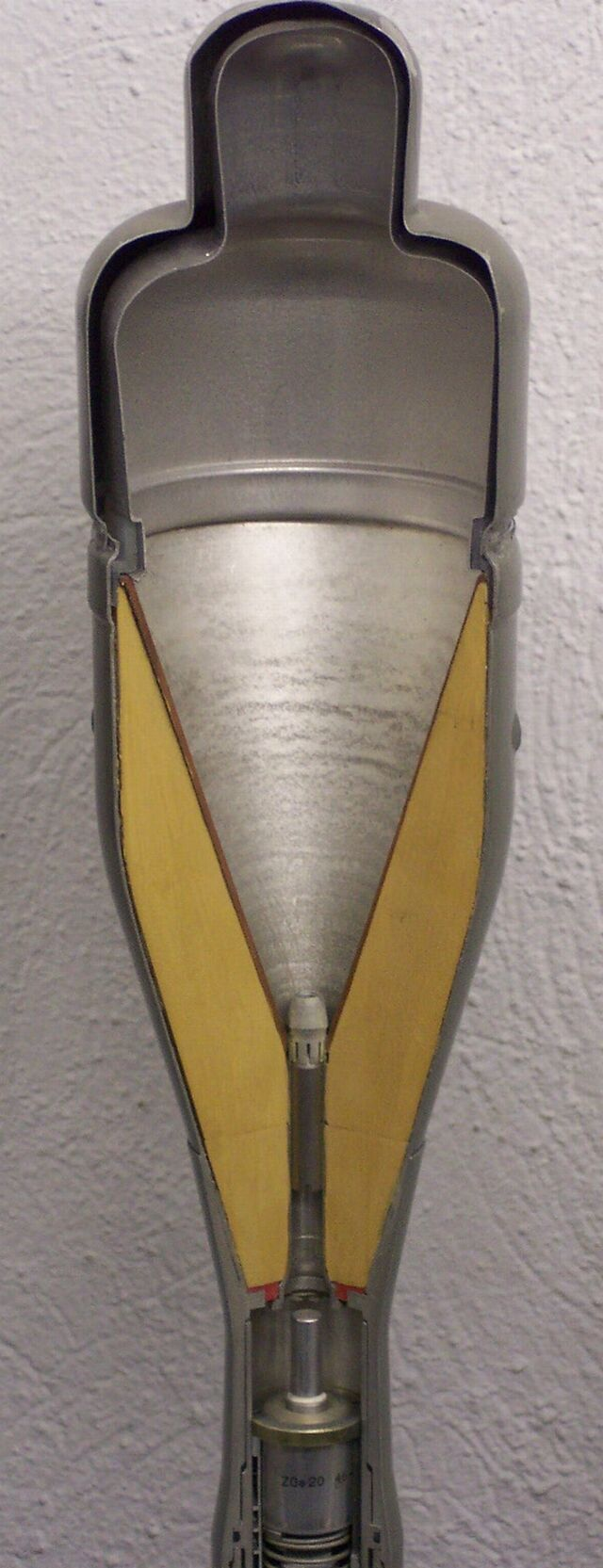
Hohlladung - Schnittmodell. Gelb: Sprengstoff.

Die Hohlladung ist eine spezielle Anordnung brisanten Sprengstoffs um eine kegel- oder halbkugelförmige Metalleinlage, die sich besonders zum Durchschlagen von Panzerungen eignet. Der eingesetzte Sprengstoff beruht zumeist auf Nitropenta, Hexogen oder Oktogen.
Hohlladungen werden im militärischen Bereich als panzerbrechende Munition in Panzermunition und Panzerabwehrwaffen eingesetzt. Im zivilen Bereich kommt das gleiche Wirkprinzip als Schneidladung zum Einsatz beispielsweise für den Abbruch von Bauwerken aus Stahl und Stahlbeton. Hohlladungen werden auch zur Perforation eingesetzt.

## Geschichte

### Konventionelle Hohlladungen

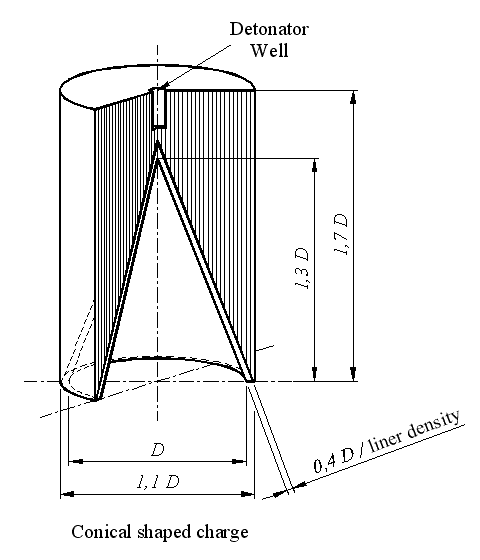
Zeichnung einer Hohlladung

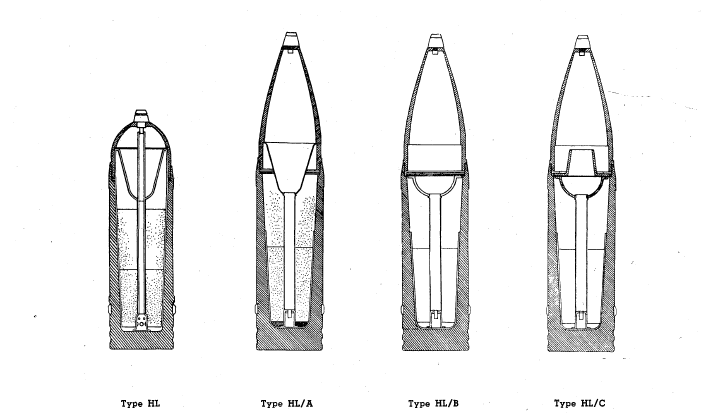
Gr. 38HL, Grundtyp, Typen A, B, C (v. l. n. r.)

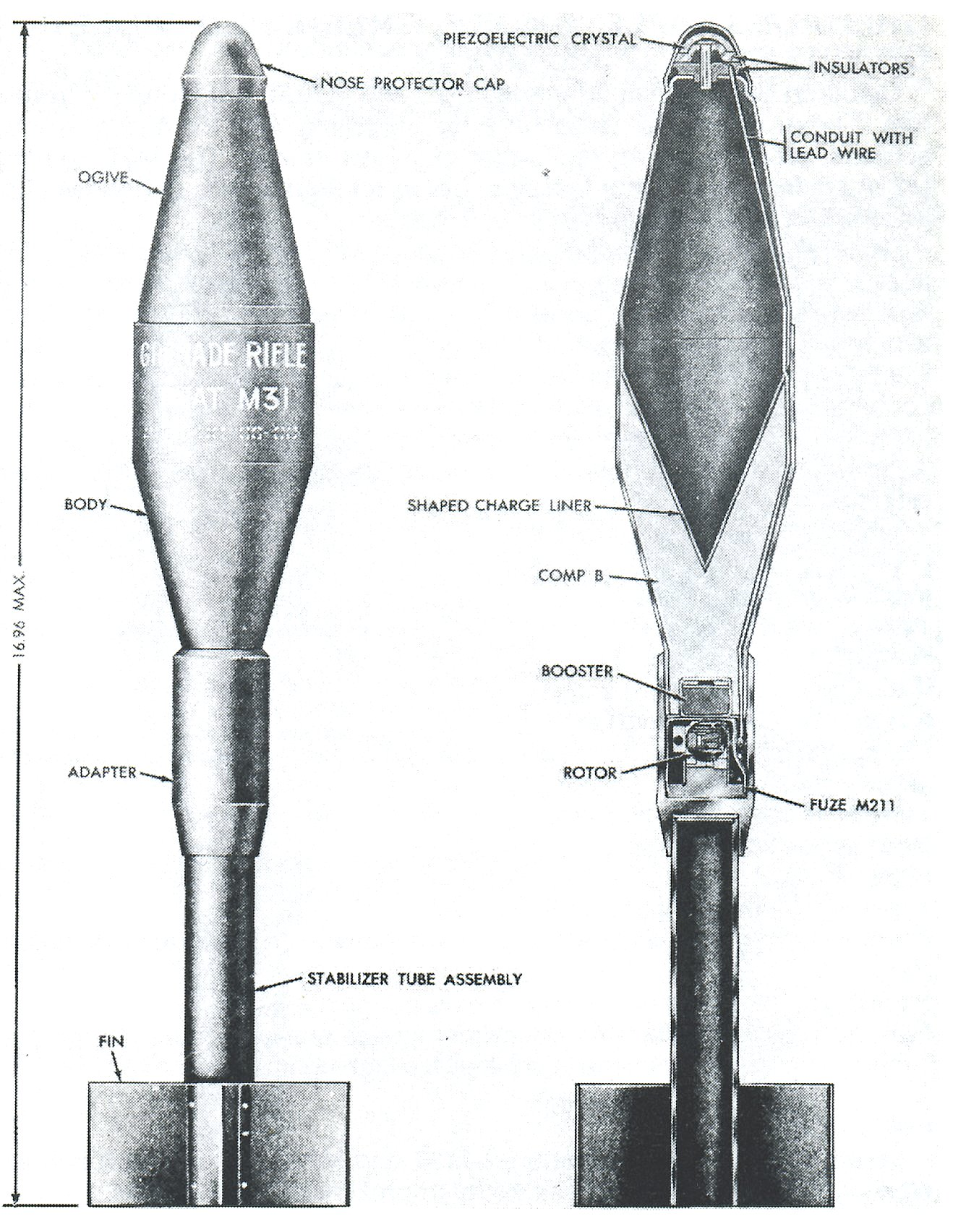
Schnittmodell einer M31-Gewehrgranate

Seit dem Ende des 18. Jahrhunderts war bekannt, dass die geometrische Form einer Sprengladung für deren Sprengwirkung eine entscheidende Rolle spielt, beziehungsweise ein ausgehöhlter Sprengkörper eine besonders hohe Durchschlagskraft besitzt. Zuerst beschrieb Franz von Baader im Jahre 1792 diesen Effekt. Wissenschaftliche Beschreibungen folgten 1883 von Max von Förster, 1885 von Gustav Bloem und 1888 von Charles Edward Munroe. Munroe war der Namensgeber für den Munroe-Effekt, auf dem die Hohlladung beruht. 1910 entdeckte der deutsche Wissenschaftler Egon Neuman den Effekt neu und das deutsche Sprengstoffunternehmen WASAG konnte ihn als erstes patentieren. Obwohl das Wissen und die Technologie bereitstanden, wurde die Hohlladung im Ersten Weltkrieg (1914–1918) nicht verwendet. Eine mögliche Erklärung dafür ist, dass das Militär auf Kopfzündern bestand, die Hohlladung die Wirkung aber nur mit einem Bodenzünder entfalten konnte. Es folgten weitere wissenschaftliche Veröffentlichungen, beispielsweise von Alfred Stettbacher, Ernst Richard Escales sowie Robert Williams Wood.
In der Zwischenkriegszeit verschob sich der technische Vorteil in Richtung Panzer und die Infanterie suchte geeignete Abwehrwaffen. 1932 entwarf Franz Rudolf Thomanek ein 70-mm-Tankgewehr mit Hohlladungsmunition, allerdings ohne den noch unbekannten Effekt der Auskleidung der Hohlladung zu berücksichtigen. Das Tankgewehr TG 70/M34 war die erste Waffe, die den Effekt der Hohlladung ausnutzte. Die Präsentation des Tankgewehrs verlief zwar nicht erfolgreich; der Wert des Konzeptes wurde aber erkannt.
In der Zeit 1935–1938 wurde der Auskleidungseffekt entdeckt, durch den die Durchschlagsleistung anstieg. Der Schweizer Heinrich Mohaupt beanspruchte, diesen im Spätjahr 1935 entdeckt zu haben. Thomanek machte diese Entdeckung am 4. Februar 1938 an der Luftfahrtforschungsanstalt in Braunschweig. Die Entdeckungen geschahen zufällig und wahrscheinlich unabhängig voneinander; eine genaue Untersuchung dieses Phänomens war zuerst noch nicht möglich. Mohaupt erhielt ein Patent am 9. November 1939 in Frankreich, Thomanek am 9. Dezember 1939 in Deutschland. Allerdings ist das Datum von Mohaupts Entdeckung umstritten. Während sich bei Thomanek die Ereignisse durch Dokumente gut belegen lassen, ist man bei Mohaupt nur auf seine 1966 retrospektiv verfassten Berichte angewiesen.
Der erste Einsatz der Hohlladung erfolgte am 10. Mai 1940 während der Schlacht von Fort Eben-Emael durch deutsche Fallschirmjäger. Um die Panzerkuppeln zu zerstören, wurden bis zu 50 kg schwere Hohlladungen verwendet. Diese Hohlladungen entsprachen nicht dem deutschen Wissensstand, denn sie wurden ohne Abstand zum Ziel verwendet und ohne den Auskleidungseffekt zu berücksichtigen.
Thomanek wechselte kurz nach seiner Entdeckung zu Hubert Schardin an die Technische Akademie der Luftwaffe in Berlin-Gatow. Kurz nachdem Thomanek der Hohlladungsforschung eine neue Richtung gegeben hatte, schlug der Siemens-Wissenschaftler Max Steenbeck eine röntgenphotometrische Untersuchung der Gasentladung bei Hohlladungen vor. In der Folgezeit entwickelten das Ballistische Institut und das Siemens-Forschungslabor Röntgenblitzröhren, mit denen mehr als 45.000 Bilder pro Sekunde aufgenommen wurden. Damit konnte erstmals die Strahlbildung bei einer Hohlladung und die Wirkung auf eine Panzerplatte beobachtet und analysiert werden. In der Folge wurden im Heereswaffenamt (HWA) und an der Luftwaffenakademie durch Schardin umfangreiche Optimierungen vorgenommen, die unmittelbar in die Waffenentwicklung einflossen, wovon vor allem die Panzerfaust bekannt wurde. Nachdem Erich Schumann die Leitung der Heeresforschung im Heereswaffenamt übernommen hatte, stieg Walter Trinks 1940 zum Leiter des Referats Wa FI b‚ Sprengphysik und Hohlladungen, auf. Bis zum Kriegsende erarbeitete die Wissenschaftlergruppe um Trinks mindestens vierzig Geheimpatente zum Thema Hohlladung.
Heinrich Mohaupt brachte im Jahr 1940 die Hohlladungstechnologie in die USA, was zu Hohlladungs-Gewehrgranaten sowie später zur Entwicklung der Bazooka führte. In Großbritannien wurde 1942 die PIAT entwickelt. Der britische Physiker James L. Tuck erhielt unter anderem für seine Arbeit an Hohlladungen den Orden des britischen Weltreichs. Die Sowjetunion entwickelte die RPG-43 und Japan die Stoßmine und die Panzerfaust Typ 5.

## Galerie

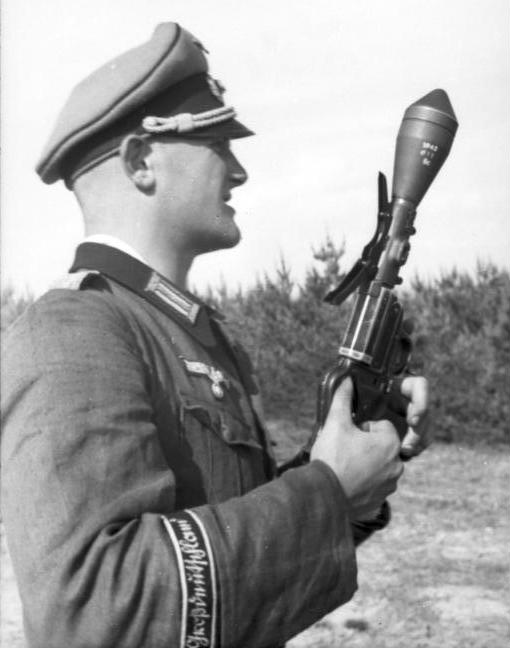
Sturmpistole mit Panzerwurfkörper 42
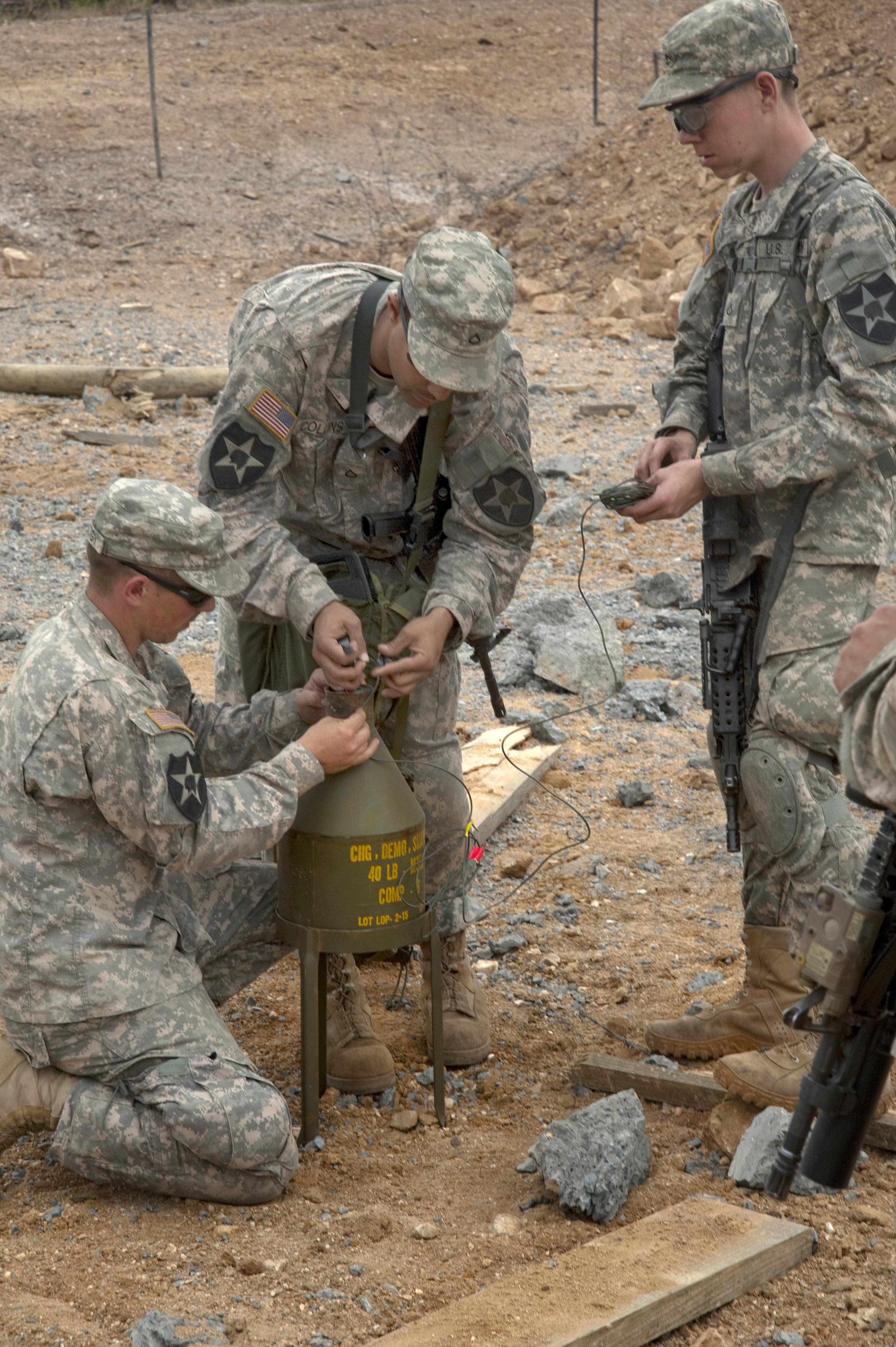
beehive charge der U.S. Army
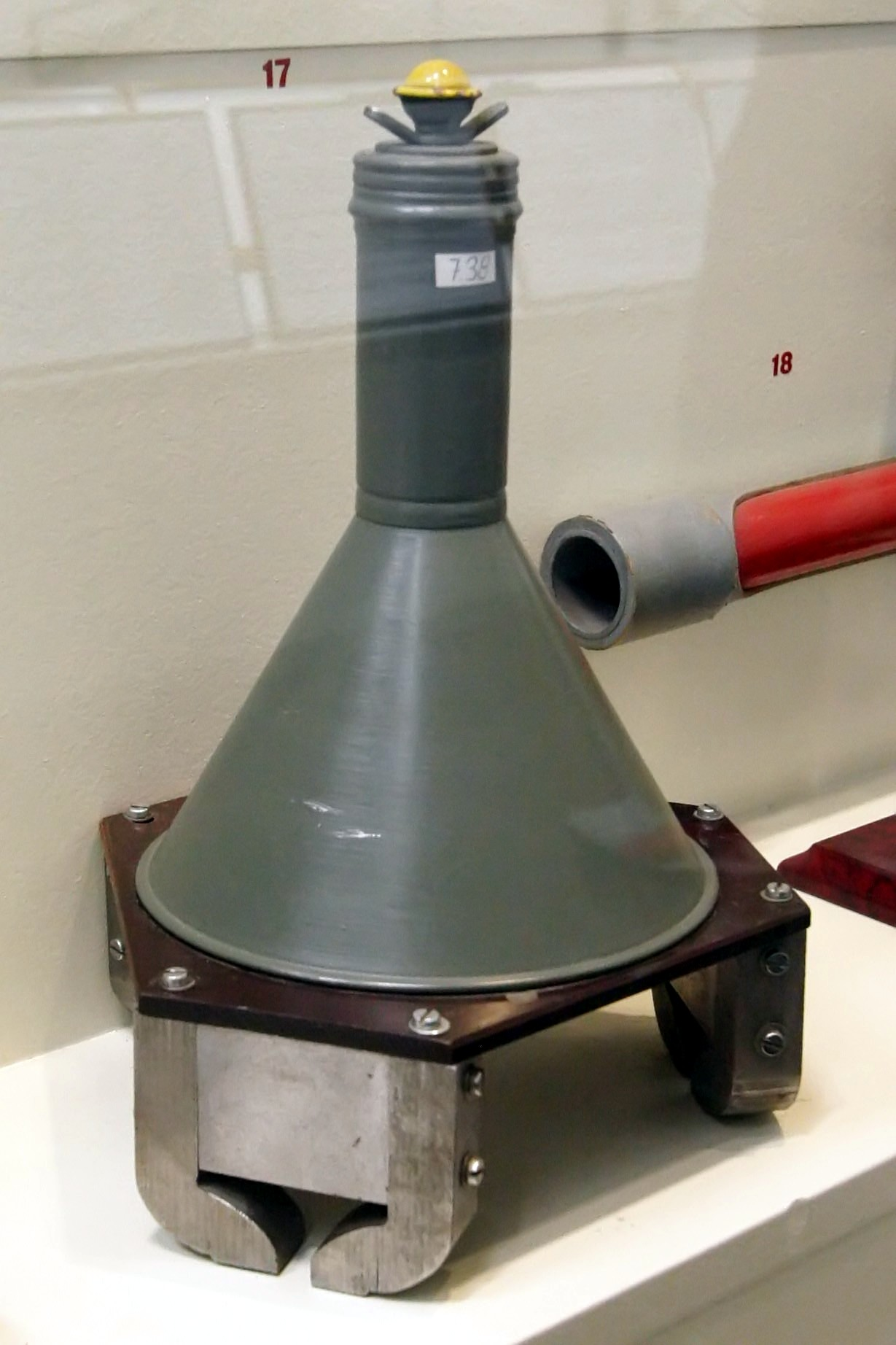
Hafthohlladung
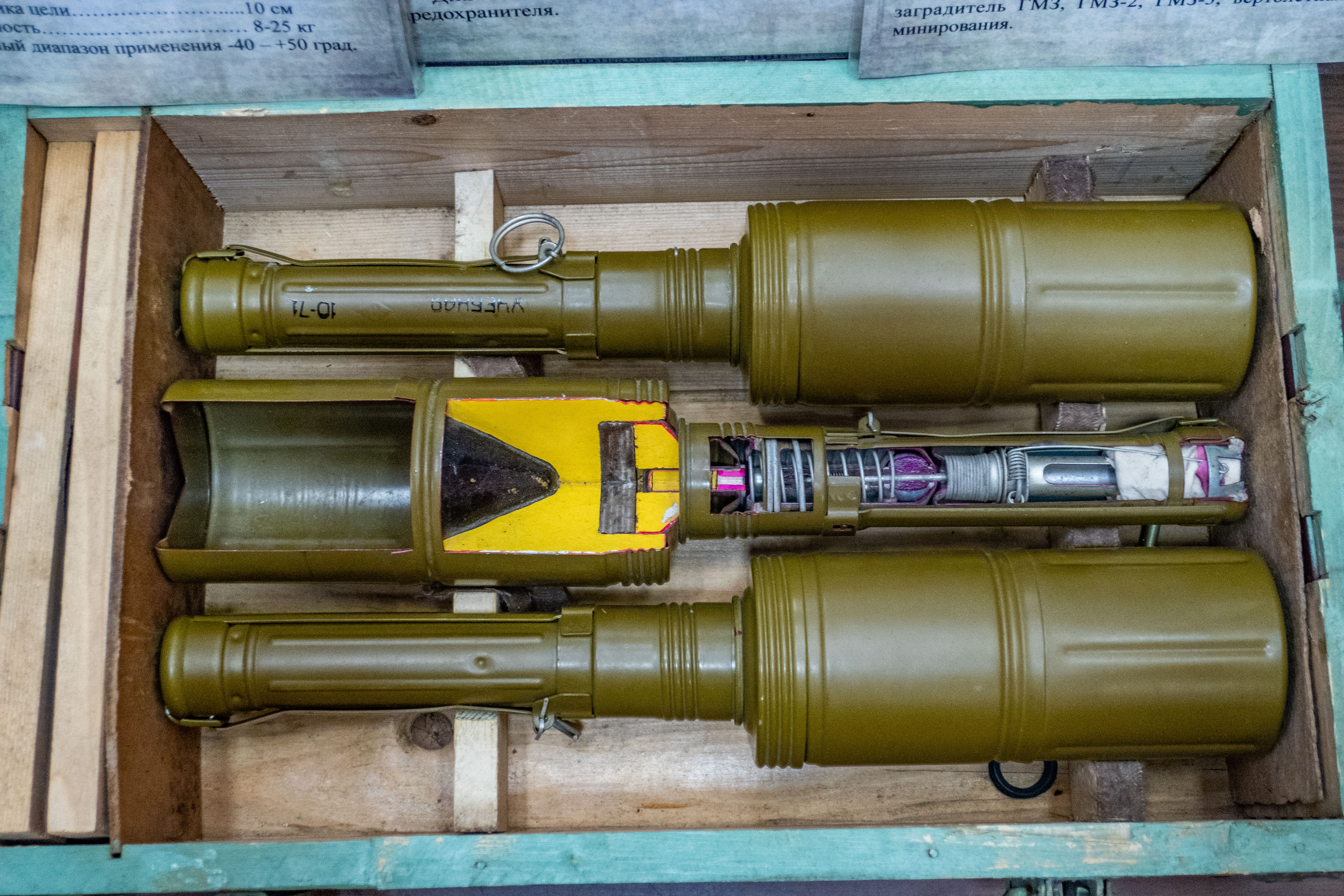
Handgranaten vom Typ RKG-3E
APAV 40 als Beispiel einer Gewehrgranate mit Hohlladung
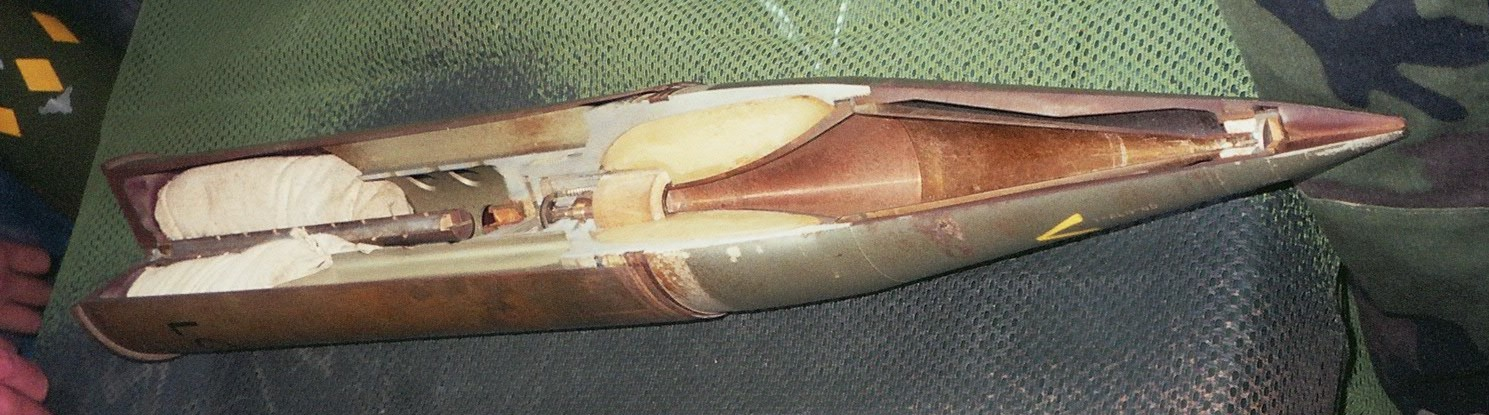
HEAT-Geschoss
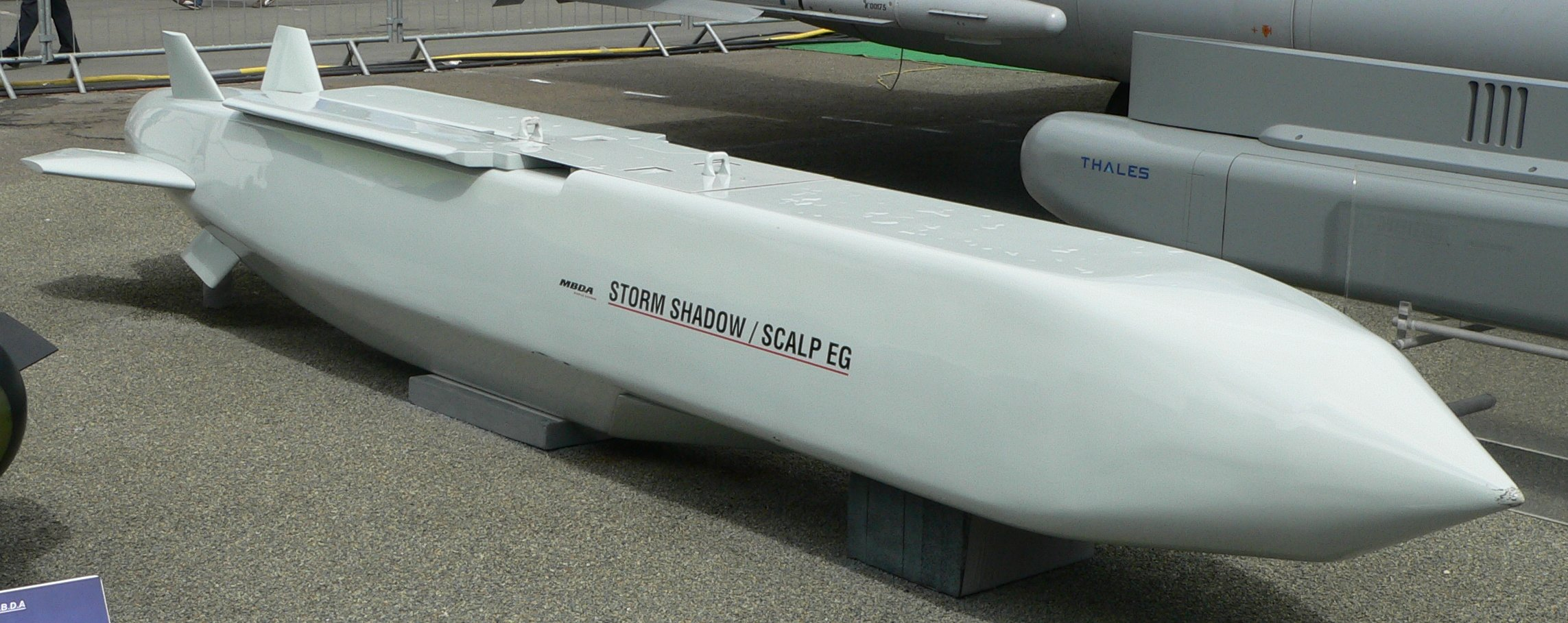
Bunkerbrecher Storm Shadow mit Doppel-Gefechtskopf BROACH
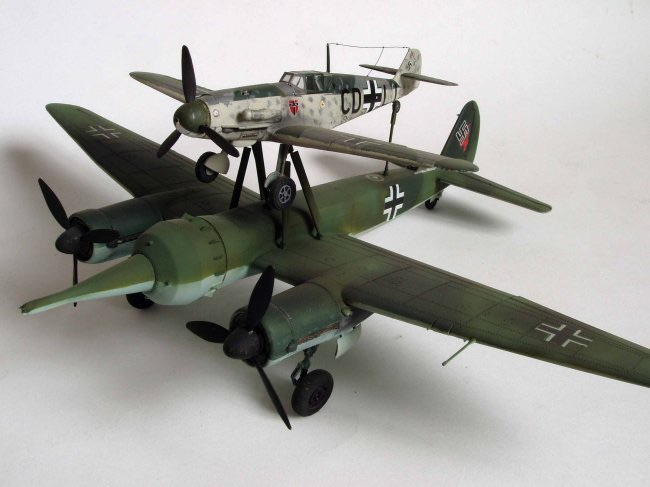
Die Mistel hatte eine 3,5 t schwere Hohlladung

### Atomare Hohlladungen
Den Anstoß für eine völlig neue Arbeitsrichtung der Kernphysik gaben die theoretischen Arbeiten der Strömungsforscher Adolf Busemann und Gottfried Guderley aus dem Jahr 1942. Beide arbeiteten an der Luftfahrtforschungsanstalt in Braunschweig und beschäftigten sich mit der Fokussierung von Stoßwellen. Sie zeigten, wie mit energiereichen, stoßartigen Wellen Druck- und Temperatursprünge in einem kleinen Bereich um das Konvergenzzentrum herum zu erzielen waren. Ihre Forschungen gaben den Anstoß für Experimente, mittels höchster Drücke und Temperaturen Fusionsreaktionen einzuleiten.
Auf Anregung Carl Ramsauers, des Leiters der Forschungsabteilung der AEG, begannen ab Herbst Versuche mit deuteriumgefüllten Hohlkörpern beim HWA (Walter Trinks, Kurt Diebner) und Marinewaffenamt (MWA, Otto Haxel). Im Oktober 1943 begann Trinks in der Heeresversuchsanstalt Kummersdorf-Gut mit einer Versuchsreihe Freisetzung von Atomenergie durch Reaktionen zwischen leichten Elementen. Die Versuche schlugen nach eigener Aussage fehl, wurden aber offensichtlich geheim fortgeführt.
Erich Schumann, Trinks und Diebner erläuterten in Patenten und Publikationen nach dem Krieg den wissenschaftlichen und technischen Weg zur Herstellung von Atomhohlladungen. Allerdings ging nur Diebner auf die Notwendigkeit eines Zusatzes von Spaltstoffen (235U, 233U, Plutonium) ein.
Der Autor H. J. Hajek publizierte 1956 offensichtlich unter Pseudonym in der Zeitschrift Explosivstoffe (Ausgabe 5/6 1955, S. 65 ff) einen Artikel über Atom-Hohlladungen. Darin wies er außerdem auf eine Arbeit des französischen Atomministeriums über Atomhohlladungen hin, die bis heute gesperrt ist.

## Funktionsweise

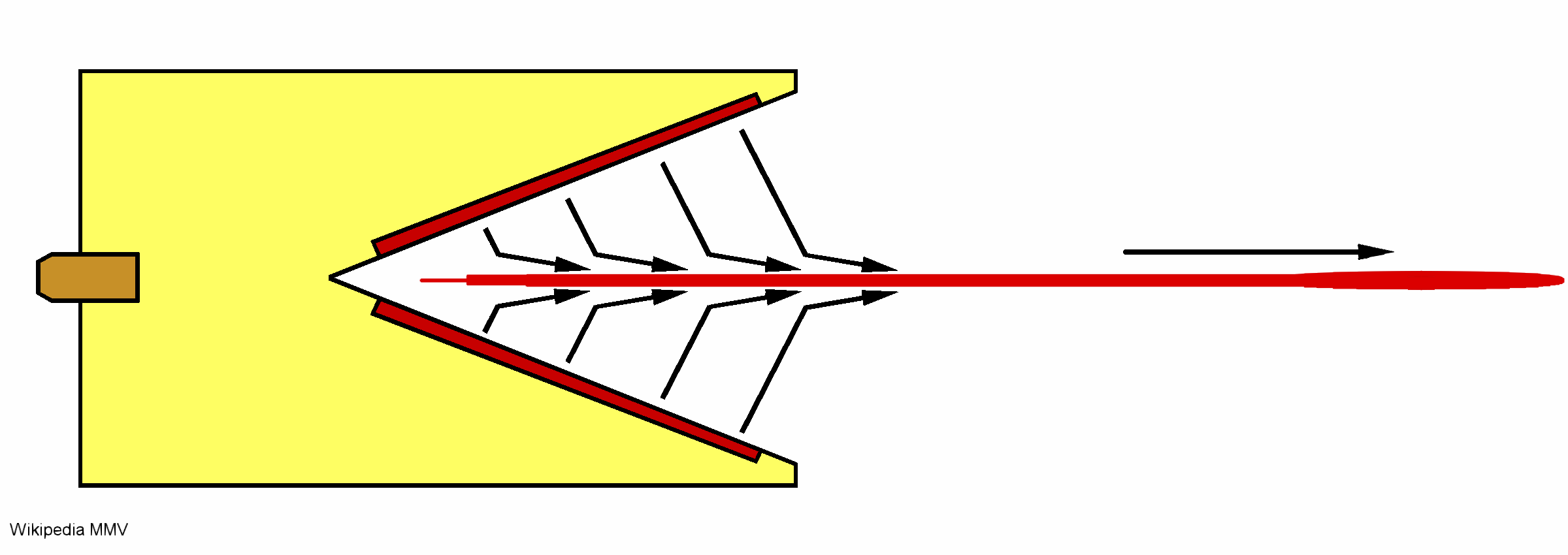
Bei der Detonation einer Hohlladung bildet sich ein kumulativer Metallstachel mit hoher Querschnittsbelastung und Geschwindigkeit.

Animation der Detonation einer Hohlladung

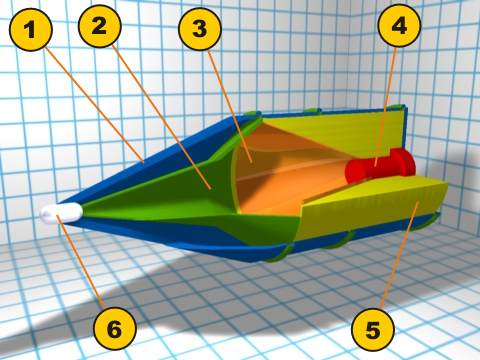
1: ballistische Haube, 2: Metalltrichter, 3: Metalleinlage, wirkt zusammen mit 2 zusätzlich als elektrischer Leiter 4: Bodenzünder, 5: Sprengstoff, 6. Piezoelement

Eine kegelmantelförmige Metalleinlage mit nach vorn gerichteter Öffnung wird mit möglichst brisantem Sprengstoff umgeben. Der Zünder sitzt an der Rückseite der Ladung. Wird die Ladung gezündet, so bildet sich – von der Spitze des Metallkegels ausgehend – ein Stachel aus kaltverformtem Metall, der mit sehr hoher Geschwindigkeit das Ziel durchdringt, gefolgt von einem langsameren Stößel, der die Hauptmasse bildet.
Entgegen der verbreiteten Ansicht erreicht das Material nicht den Schmelzpunkt. Es handelt sich um eine reine Kaltverformung bei sehr hohem Druck. Trotzdem kommt es beim Einsatz von Hohlladungen häufig zu Feuer und Bränden, was auf druckverflüssigtes Zielmaterial zurückzuführen ist, das sich an der Luft pyrophor verteilt und verbrennt.
Die Einlage bzw. Auskleidung (englisch Liner) wird zur Erhöhung der Durchschlagskraft aus einem gut formbaren Metall mit möglichst hoher Dichte gefertigt. Aus diesem Grund wird häufig Kupfer eingesetzt. Uran, wie in der russischen 3BK-21B, und Tantal, beispielsweise bei der TOW2B, kommen ebenfalls zum Einsatz und verstärken durch ihre pyrophoren, branderzeugenden Eigenschaften den Schaden nach dem Durchschlagen der Panzerung.
Die Erzeugung dieses Metallstrahls wird durch eine geometrisch-dynamische Eigenheit bei Detonationen von Hohlladungen möglich, gemäß der sich die Detonationsfront als Stoßwelle mit Überschallgeschwindigkeit ausbreitet und die Metalleinlage gebündelt in einer Linie entlang der Achse zur Wechselwirkung gebracht wird (siehe Zeichnung B). Dabei lösen sich vom entstandenen Stachel einzelne Spindeln genannte Partikel, die dann hochenergetisch auf das Ziel einwirken. So entsteht bei hinreichender Präzision der Anordnung ein Kanal kleiner Lunker. Die mit Unterschallgeschwindigkeit nachströmenden Explosionsgase sind für die Wirkung dagegen irrelevant.
Die Geschwindigkeit des Stachels ist einerseits abhängig von der Brisanz des Sprengstoffs und andererseits vom Kegelwinkel der Metalleinlage. Je spitzer der Kegelwinkel ist, desto höher wird die Geschwindigkeit des Stachels. Zugleich nimmt aber mit spitzerem Kegelwinkel die Masse des Stachels gegenüber der Masse des Stößels ab. Daher ist zur Optimierung des Kegelwinkels ein Kompromiss zwischen hoher Stachelgeschwindigkeit und günstigem Verhältnis zwischen Stachelmasse und Stößelmasse erforderlich. Unter Laborbedingungen wurden Geschwindigkeiten um 100 km/s erreicht, was aber wegen des Aufwandes – unter anderem der Expansion in Vakuumkammern – für gewerbliche und militärische Zwecke keine Bedeutung hat.

Da die Detonationsfront allein keine große Penetrationskraft hätte, wird die Oberfläche der Hohlladung, wie oben geschildert, mit einer Metalllage versehen. Das Metall wird bei der Detonation durch den Druck kalt verformt und zur Längsachse des Kegels geschleudert. Dort trifft das Metall aufeinander und bildet einen kumulativen Metallstrahl.

Hohlladungsgeschoss einer Panzerfaust 3 durchschlägt den Geschützturm eines M47 vollständig von links nach rechts.

Die Spitze dieses Strahls bewegt sich mit sehr hoher Geschwindigkeit. Bei militärischen Systemen liegt diese Geschwindigkeit im Bereich von etwa 7 km/s bis 10 km/s. Trifft dieser Strahl auf ein Hindernis, entsteht ein extrem hoher Druck. Bei einer Strahlgeschwindigkeit um 10 km/s liegt der Druck in der Größenordnung 200 GPa. Bei diesem Druck verhalten sich Festkörper wie Flüssigkeiten, sodass der Metallstrahl nach Gesetzmäßigkeiten der Fluiddynamik das Hindernis wie eine Flüssigkeit durchdringt.
Durchschlägt eine solche Hohlladung die Panzerung eines Fahrzeuges, können der explosionsartig eindringende Metallstrahl und Splitter der Panzerung den Treibstoff oder die Munition entzünden und die Besatzung töten. Die Öffnung, die ein solcher Strahl hinterlässt, ist dabei wesentlich kleiner als das Kaliber des ursprünglichen Geschosses.

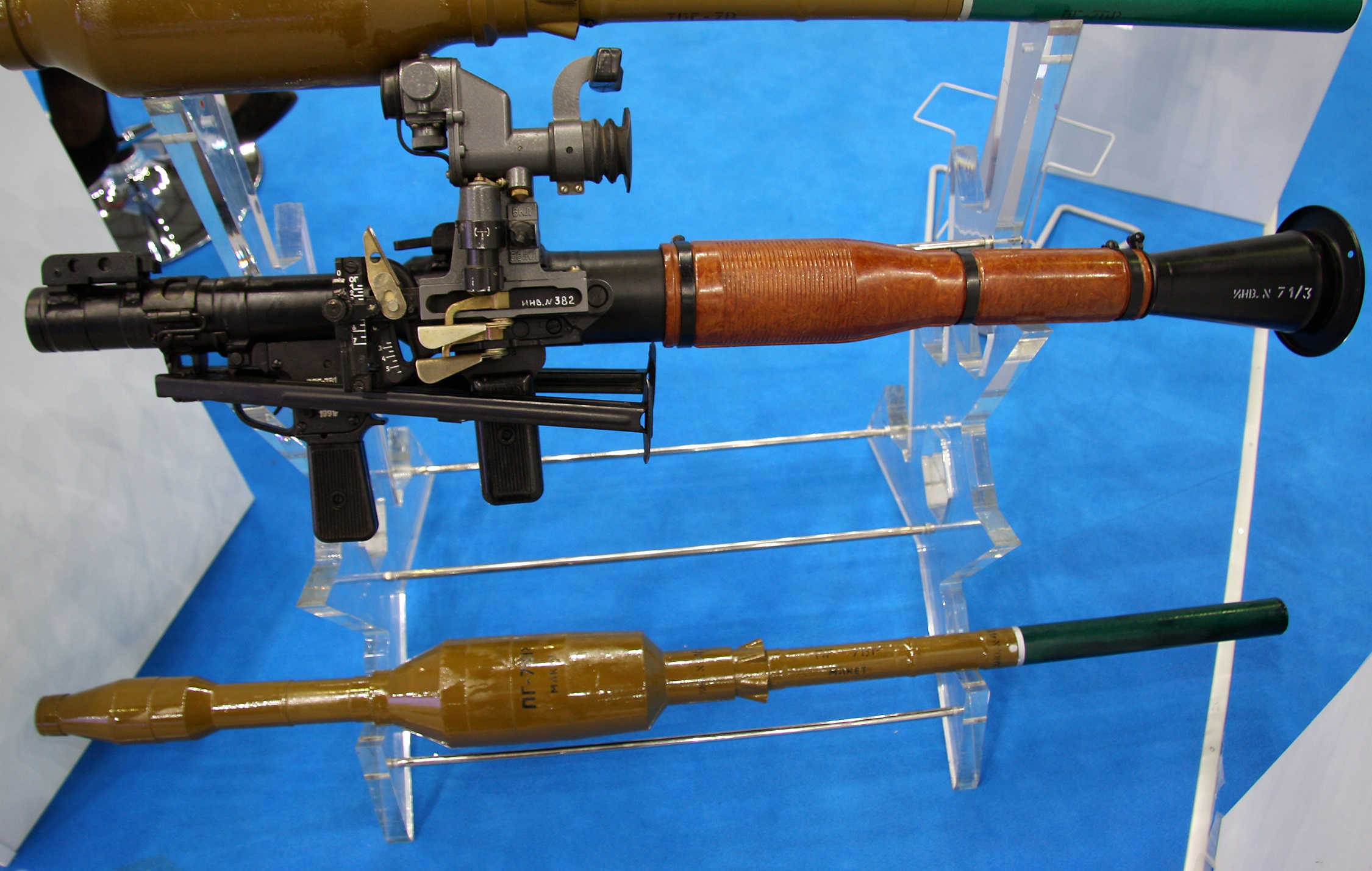
RPG-7 mit PG-7WR Tandemhohlladung

Da der kumulative Strahl etwas Raum benötigt, um sich zu entwickeln, besitzen Hohlladungen oft eine langgestreckte ballistische Haube, durch welche die Ladung beim Aufschlag in ausreichendem Abstand gezündet werden kann. Wegen der hohen Geschwindigkeit des kumulativen Strahls ist die Fluggeschwindigkeit des mit der Hohlladung bestückten Geschosses zweitrangig. Daher werden oft relativ langsame, teils rückstoßfreie Geschosse mit Hohlladungen versehen, wodurch das Gewicht des Abschussgerätes gering gehalten werden kann (zum Beispiel Bazooka oder Panzerfaust).
Wird das Geschoss mittels Drall stabilisiert, nimmt die Durchschlagsleistung stark ab. Der Grund ist, dass durch die Zentrifugalkraft der Strahl aufgeweitet wird. Aus diesem Grund werden die meisten Hohlladungsgeschosse flügelstabilisiert.

## Abwehr

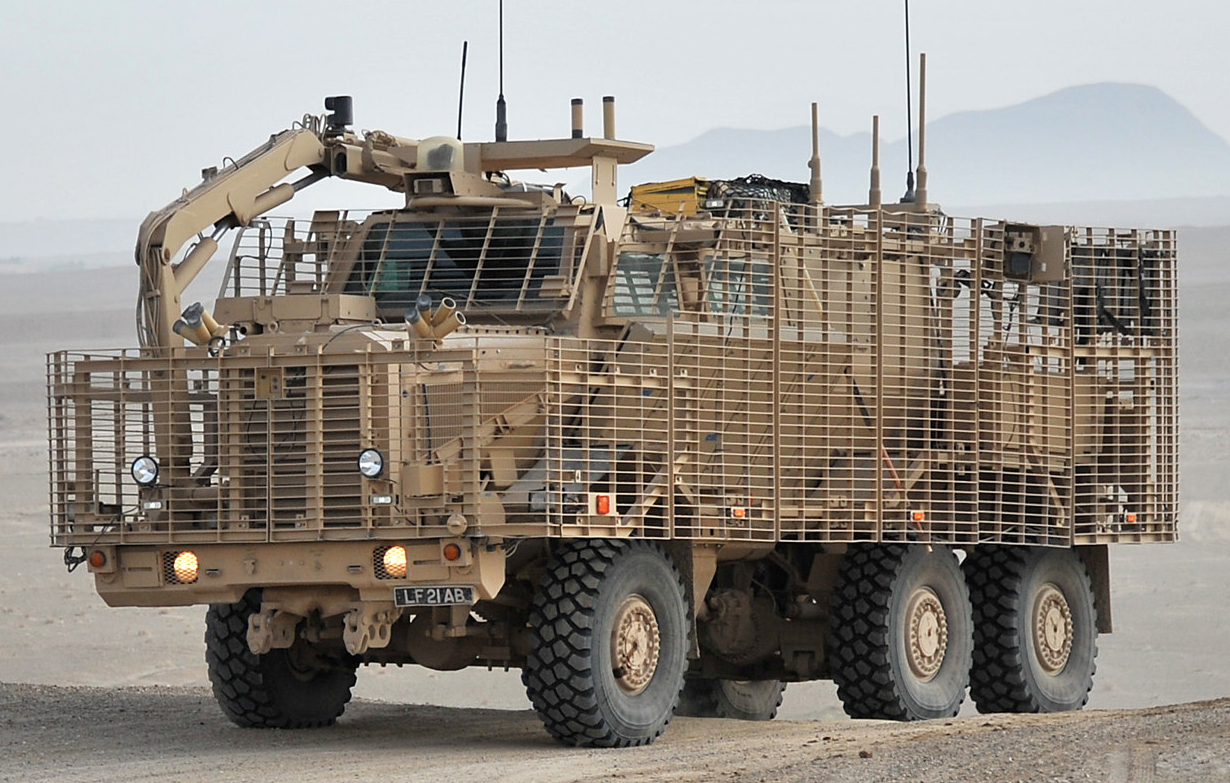
Buffalo mit Käfigpanzerung

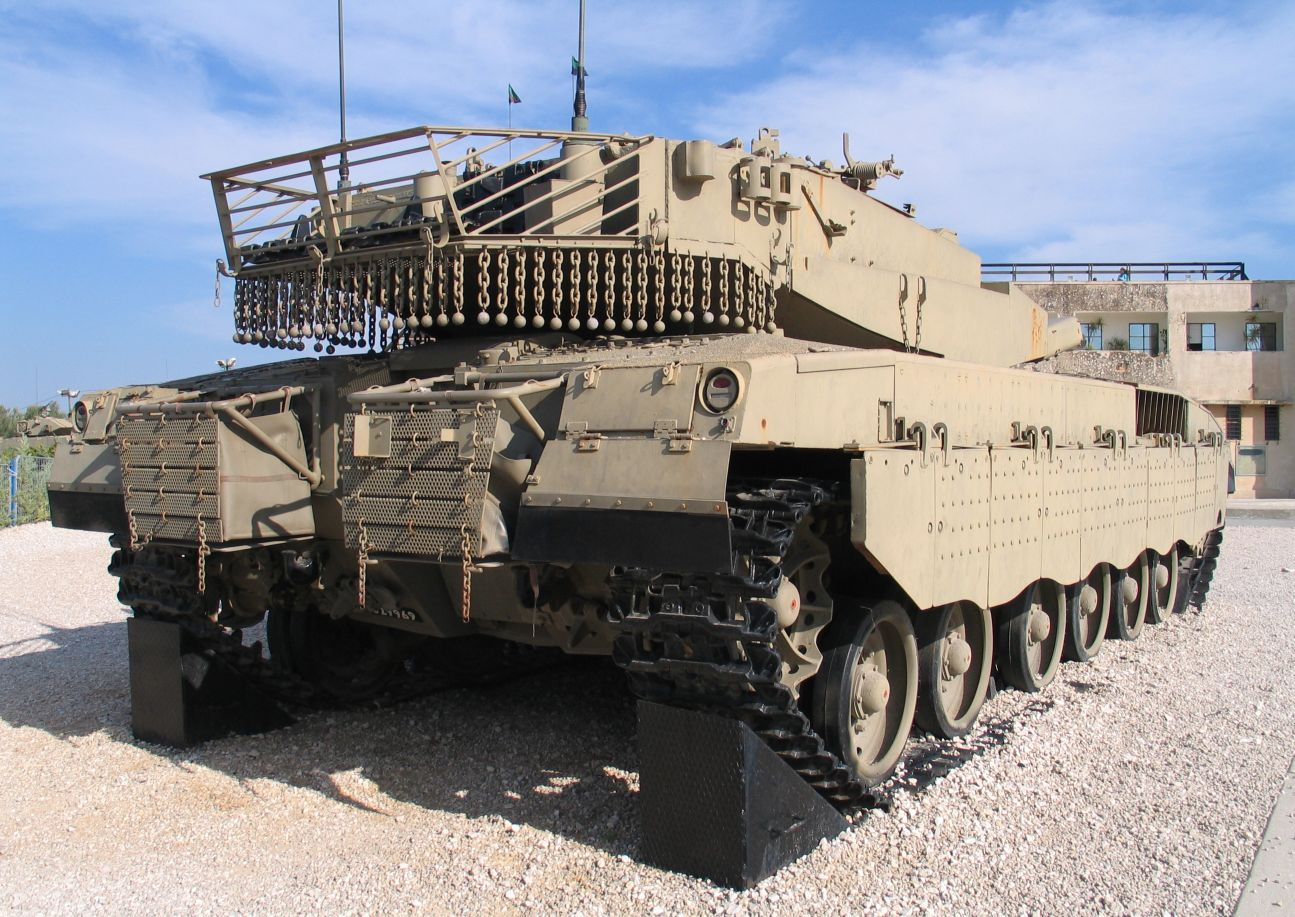
An Ketten hängende Kugeln am Merkava

Zur Abwehr von Hohlladungsgeschossen werden Käfig-, Keil-, Verbund-, Schott- und Reaktivpanzerung eingesetzt. Letztere besteht aus vielen aufgebrachten Sprengstoffsegmenten, die beim Aufschlag detonieren und dadurch den Strahl verwirbeln sollen. Als Gegenmaßnahme wurde die Tandemhohlladung entwickelt, wobei die vordere kleinere Hohlladung den Zweck hat die Reaktivpanzerung auszulösen, nun kann die anschließend gezündete größere hintere Hauptladung auf die nunmehr ungeschützte Panzerung einwirken und diese durchbrechen. Doppelhohlladungen werden hauptsächlich in Panzerabwehrlenkwaffen verwendet. Eine Granate mit dreifach-Hohlladung ist die 3BK-31.
Bei den Flugzeugträgern der Gerald-R.-Ford-Klasse kommt eine Panzerung zum Einsatz, bei der zwei Platten mittels Kondensatoren mit ausreichend elektrischer Ladung versehen werden, sodass der Strahl verdampft wird, sobald er einen Kontakt zwischen den Platten herstellt.